# 多重线性形式
在多重线性代数中，多重线性形式是
{\displaystyle f:V^{N}\to K}
类型的映射，这里的 V 是在域 K 上的向量空间，它分别在其 N 个变量的每个之上是线性的。
单词“形式”通常称呼从向量空间到它的底层域的映射，对在其所有参数上都是线性的一般映射使用更一般的术语多重线性映射。
对于 N = 2，就是说只有两个变量，称 f 为双线性形式。
一种重要的多重线性形式是“交替多重线性形式”，它有在交换两个参数的时候改变其正负号的额外性质。当 K 的特征不是 2 的时候，这等价于说 
{\displaystyle f(\dots ,x,\dots ,x,\dots )=0},
就是说在提供同一个参数两次的时候这个形式变为零。(特征 2 的异常情况需要更加小心)。这些特殊情况有行列式形式和微分形式。